# Eva Lissinger
Eva Maria Elisabeth Lissinger, född 2 juni 1950, är en svensk målare och grafisk formgivare.
Eva Lissinger har en Fil.kand vid Lunds universitet med arkeologi, etnologi och konstvetenskap, Gerlesborgsskolans bild- och måleriutbildning 1989–1997 och studier vid Grafiska institutet i Stockholm 1983-1984. Dessutom kurser för Georg Suttner, Philip von Schantz, Arne Isacsson, Kristina Almström med flera. Eva Lissinger är författare till monografin om prof Georg Suttner; Ett komplext måleri i färgens innandöme.
Hon har genomfört ett antal separatutställningar i Sverige och hon har också deltagit i samlingsutställningar och jurybedömda utställningar både i Sverige och utomlands.
Medlem i KRO och Åkerbokonstnärerna.